# فرودگاه کالفرنیا ولی
فرودگاه کالفرنیا ولی (به انگلیسی: California Valley Airport) یک فرودگاه خصوصی است که یک باند فرود آسفالت دارد. این فرودگاه در کشور ایالات متحده آمریکا قرار دارد .